# 默林·谢尔德雷克
默林·谢尔德雷克（1987年—）是一位英国真菌學家和作家，专攻共生菌根，父亲鲁珀特·谢尔德雷克，母亲吉兒·柏斯，主要作品有《纠缠的生命：真菌如何创造我们的世界》（ Noise: The Political Economy of Music）等。